# Futbolista del año en Austria

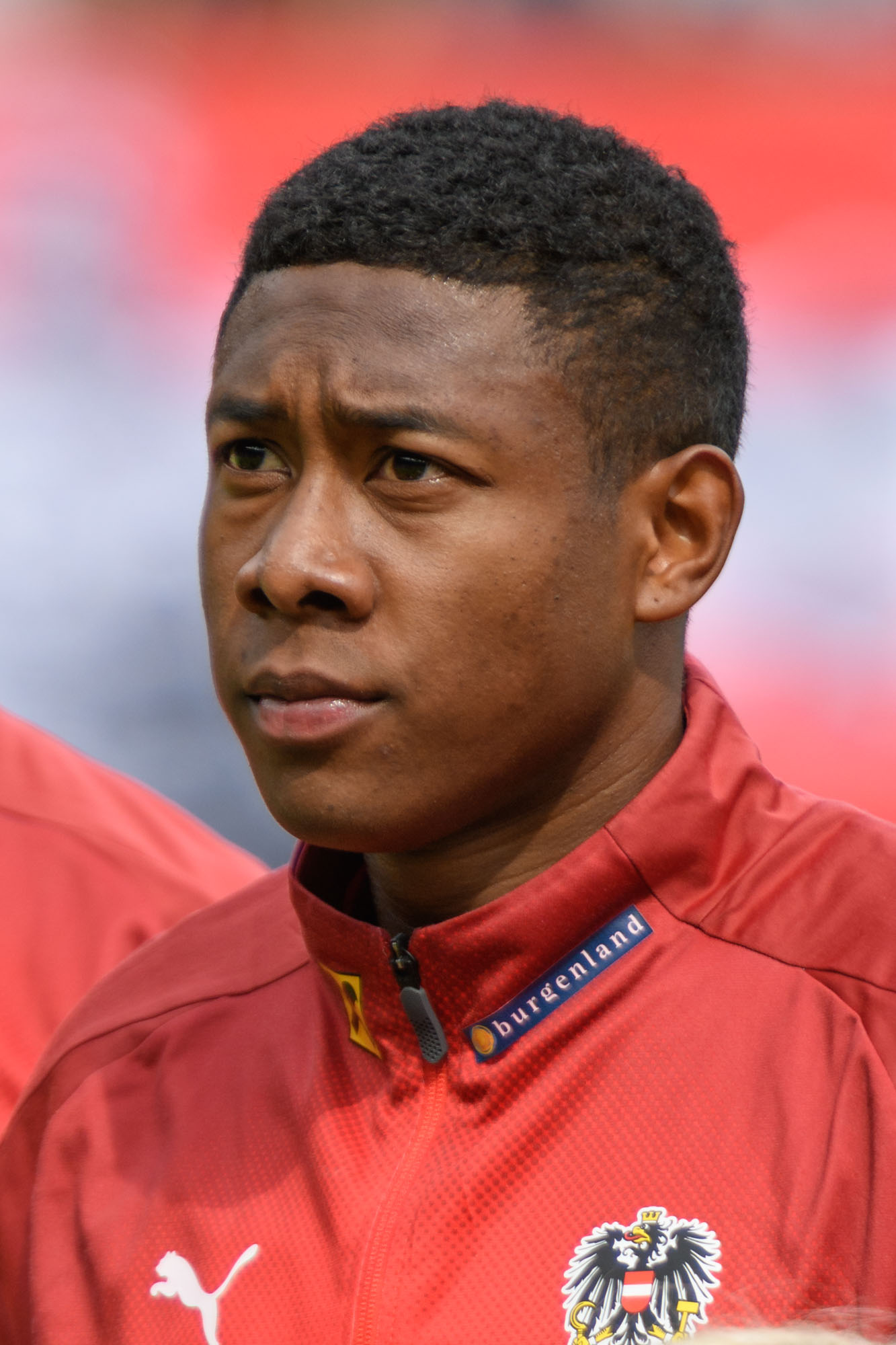
Partido Amistoso FIFA Austria vs. Brasil 2018/06/10 en Viena/Estadio Ernst Happel. La imagen muestra a David Alaba (AUT)

El premio al Futbolista del año en Austria (APA-Fußballerwahl) es un galardón otorgado al mejor jugador de la liga austriaca de primera división desde 1984. La elección es votada por los entrenadores de la liga y está organizada por la APA, la agencia de prensa austriaca.